# Viscum combreticola
Viscum combreticola är en sandelträdsväxtart som beskrevs av Adolf Engler. Viscum combreticola ingår i släktet mistlar, och familjen sandelträdsväxter. Inga underarter finns listade i Catalogue of Life.